# Ivan Pyriev
Ivan Alexandrovitch Pyriev (en russe : Иван Александрович Пырьев), né le 17 novembre 1901 à Kamen (aujourd'hui Kamen-na-Obi, dans le kraï de l'Altaï) et mort le 7 février 1968 à Moscou (RSFSR), est un cinéaste soviétique.
Il a été nommé artiste du peuple de l'URSS, récipiendaire de six Prix Staline, lauréat du Prix international de la paix, et membre du Parti communiste de l'Union soviétique de 1956 jusqu'à sa mort.

## Biographie
Pyriev sert dans l'armée impériale à partir de 1915. Il est décoré de la Croix de Saint-Georges de 3e et 4e classe. En 1918, il rejoint l'Armée rouge et se reconvertit bientôt en commissaire politique. À cette époque, il devient ami avec Grigori Alexandrov.
Après une formation aux Ateliers de théâtre expérimental d’État (GEKTEMAS, Государственные экспериментальные театральные мастерские), Pyriev devient acteur du Premier théâtre ouvrier du Proletkoult et du théâtre de Vsevolod Meyerhold. Sa carrière cinématographique commence au milieu des années 1920 au Belgoskino de Léningrad, où il assiste Youri Taritch (ru).
Ses premières œuvres de réalisateur ne rencontrent pas de succès auprès du public et ne correspondent pas aux critères imposés par la censure soviétique. La comédie satirique Fonctionnaire de l'État (1930) est interdite de projection dans sa version originale. La Carte du Parti, sortie en 1936, raconte l'histoire d'une femme qui à son insu côtoie un saboteur et dissident ; ce film reçoit les foudres de la critique pour son approche trop empathique de l'ennemi du peuple.
En 1937, Pyriev réalise une comédie musicale intitulée Une riche fiancée, avec les paroles des chansons de Vassili Lebedev-Koumatch mises en musique par Isaac Dounaïevski, avec la jeune Marina Ladynina dans le rôle principal. C'est le premier grand succès d'une longue série. Le film sera également projeté aux États-Unis le 3 juin 1938. Désormais, les comédies musicales mettant en avant les personnages issus du peuple, les paysans et les kolkhoziens dans un cadre idéalisé deviennent sa marque de fabrique. En 1946, il dirige pendant un an la revue Iskoustvo Kino.
En 1954-1957, Pyriev occupe le poste de directeur des studios Mosfilm. En 1956, il devient membre du PCUS et fonde la même année l'Union des cinéastes d'URSS. On le nomme député du Soviet suprême de l'Union soviétique en 1957-1965.
Artiste du Peuple de l'URSS, très populaire pendant l'ère stalinienne, Ivan Pyriev tombe en disgrâce à l'arrivée au pouvoir de Khrouchtchev. Son style est sévèrement critiqué. Par la suite, le réalisateur se tourne vers l'adaptation des classiques de la littérature russe, comme L'Idiot et Les Frères Karamazov de Dostoïevski qu'il n'a pas le temps de terminer. Rentré d'une journée de tournage, il meurt dans son sommeil d'un infarctus du myocarde. Kirill Lavrov et Mikhaïl Oulianov finiront le deuxième et le troisième épisode des Frères Karamazov.
Ivan Pyriev est inhumé au cimetière de Novodevitchi.

## Vie privée
En 1936, il fait connaissance de la comédienne Marina Ladynina. Leur fils Andreï naît le 14 janvier 1938, alors que Pyriev est encore marié avec Ada Wojcyk dont il a un fils prénommé Éric. Pyriev finit par épouser Ladynina. Ils divorcent en 1954. La troisième épouse du réalisateur est l'actrice Lionella Skirda, qui incarne Grouchenka dans les Frères Karamazov.
Son fils Éric Pyriev (1931-1970) également réalisateur, meurt d'un arrêt cardiaque à l'âge de 39 ans. Son fils Andreï Ladynine (1928-2011) est acteur et réalisateur au studio Mosfilm.
Il jouissait d'une datcha à Sovietski Pissatel.

## Filmographie
- 1929 : L'Étrangère (ru) (Посторонняя женщина, Postoronnyaya zhenshchina)
- 1930 : Le Fonctionnaire (ru) (Государственный чиновник, Gosudarstvennyy chinovnik)
- 1936 : La Carte du Parti (ru) (Партийный билет, Partiynyy bilet)
- 1937 : Une riche fiancée (ru) (Богатая невеста, Bogataya nevesta)
- 1939 : Les Tractoristes (Трактористы, Traktoristy)
- 1940 : La Bien-aimée (ru) (Любимая девушка, Lyubimaya devushka)
- 1941 : La Porchère et le Berger (Свинарка и пастух, Svinarka i pastukh)
- 1942 : Le Secrétaire de Raïkom (ru) (Секретарь райкома, Sekretar raykoma)
- 1944 : Six Heures du soir après la guerre (В шесть часов вечера после войны)
- 1947 : Le Dit de la terre sibérienne (Сказание о земле сибирской)
- 1949 : Les Cosaques de Kouban (Кубанские казаки) (scénario de Nikolaï Pogodine)
- 1952 : Pour la paix et l'amitié (Freundschaft siegt / Мы за мир), coréalisé avec Joris Ivens[6]
- 1954 : L'Épreuve de fidélité (ru) (Испытание верности)
- 1958 : L'Idiot (Идиот) d'après Fiodor Dostoïevski
- 1959 : Les Nuits blanches (Белые ночи)
- 1964 : Lueur d'une lointaine étoile (Свет далёкой звезды, Svet daliokoï zvezdy)
- 1968 : Les Frères Karamazov (Братья Карамазовы) d'après Fiodor Dostoïevski

## Décorations
- Artiste du peuple de l'URSS (1948)
- Trois fois l'ordre de Lénine
- Quatre fois l'ordre du Drapeau rouge du Travail (1944, 1950, 1951, 1961)
- Six fois le Prix Staline :
  - 1941 : pour le film Les Tractoristes'
  - 1942 : pour le film La Porchère et le Berger (1941)
  - 1943 : pour le film Secrétaire de Raïkom (1942)
  - 1946 : pour le film Six heures du soir après la guerre (1944)
  - 1948 : pour la direction du film Le Dit de la terre sibérienne (1947)
  - 1951 : pour le film Les Cosaques de Kouban (1949)
- Prix international de la paix (1952)